# Скалско
Скалско е село в Северна България. То се намира в община Дряново, област Габрово.

## История
Старото име на селото е Каяджик.

## Население
Преброяване на населението през 2011 г.
Численост и дял на етническите групи според преброяването на населението през 2011 г.:
|                     | Численост | Дял (в %) |
| Общо                | 81        | 100,00    |
| Българи             | 47        | 58,02     |
| Турци               | 28        | 34,56     |
| Цигани              | 0         | 0,00      |
| Други               | 0         | 0,00      |
| Не се самоопределят | 0         | 0,00      |
| Неотговорили        | 1         | 1,23      |